# Kućari
Kućari is een plaats in de gemeente Vrbovec in de Kroatische provincie Zagreb. De plaats telt 42 inwoners (2001).